# باور بوب
باور بوب (بالإنجليزية: Power pop، ويُكتب أيضًا: powerpop) هو شكل من موسيقا البوب روك قام على أساس الأعمال المبكرة لفرق مثل ذا هو والبيتلز وذا بيتش بويز وذا بيردز. نشأ هذا اللون في منتصف ستينيات القرن العشرين حين بدأ هواة الموسيقا الشبان يثورون على الأشكال المدعية الناشئة لموسيقا الروك، وتطور بشكل رئيسي بين الموسيقيين الأمريكيين الذين دخلوا ريعان شبابهم خلال الغزو الثقافي البريطاني. ويعمد هذا النمط بشكل نموذجي إلى استخدام مقاطع العقر اللحنية والتناغمات الصوتية والأداء الحيوي والموسيقا ذات الوقع «السعيد» التي تترافق مع حس من التوق واللهفة واليأس.
وقد صيغ مصطلح «الباور بوب» من قِبل بيت تاونشيند، عضو فرقة ذا هو، في عام 1967 بهدف وصف الأسلوب الموسيقي لفرقته، غير أن المصطلح حظي بتعريف أوسع مع فنانين لاحقين من سبعينيات القرن العشرين سعوا إلى إعادة إحياء موسيقا البوب وفق أسلوب البيتلز. وقد ترسخت روح هذا النمط الموسيقي أكثر بفضل أغانٍ رائجة مبكرة في السبعينيات قدمتها فرقتا بادفينغر وراسبيريز والمغني تود راندغرين. وتأثر الفنانون اللاحقون في بعض الأحيان بموجات تطوير موسيقي مثل النيو ويف والبانك والغلام روك وروك الحانات وروك الجامعات وموسيقا النيو سايكيدليا.
بلغ الباور بوب ذروته التجارية أثناء فترة نهوض موسيقا البانك والنيو ويف في أواخر سبعينيات القرن العشرين، مع صعود نجوم فرق مثل تشيب تريك وذا ناك وذا رومانتيكس ومغنين مثل نيك لو وديف إدموندز ودوايت تويلي. خلال هذه الفترة، ساهم النقاد الموسيقيون الذين كتبوا عن هذه الظاهرة في ترويج استخدام المصطلح. وبعد الحركة الارتجاعية الشعبية والنقدية للأغنية الأكثر رواجًا على الإطلاق من بين أغاني هذا النمط الموسيقي، «ماي شارونا» (ذا ناك، 1979)، توقفت شركات التسجيل عمومًا عن توقيع العقود مع فرق الباور بوب، وانحلت معظم فرق السبعينيات في أوائل الثمانينيات.
خلال العقود الزمنية اللاحقة، استمر وجود الباور بوب بنجاح تجاري متواضع وظل موضعًا لاستهزاء النقاد بشكل كبير. وشهدت التسعينيات موجة جديدة من فرق موسيقا الروك البديلة (ألتيرناتيف روك) التي أظهرت انجذابًا كبيرًا نحو فناني الستينيات نظرًا إلى تأثيرهم بموسيقا الثمانينيات. وعلى الرغم من أن هذه الفرق لم تتمتع بنفس المقدار الذي حظيت به الفرق السابقة من النجاح، فقد لاقت فرق جيليفيش وذا بوزيز وريد كروس وتينيج فانكلوب وماتيريال إيشو شعبيةً كبيرة بين النقاد والمعجبين. وفي منتصف التسعينيات، حظي نمط موسيقي متفرع جمع بين تناغمات الباور بوب والبانك السريع، أطلِق عليه اسم «البانك بوب»، بشعبية ورواج سائدين.

## تعريفه وأصل تسميته

### صفاته المميزة
الباور بوب هو شكل أكثر صخبًا وهجومية متفرع من موسيقا البوب روك، يقوم على مقاطع العقر اللحنية الجذابة التي تعلق في الذهن والأجواء الموسيقية الحيوية المفعمة بالطاقة. يصف دليل أول ميوزك هذا الأسلوب بأنه «تقاطع بين موسيقا الهارد روك العنيفة التي تميز أعمال فرقة ذا هو والنزعة اللحنية العذبة لدى البيتلز وذا بيتش بويز، إضافة إلى مقدار من نغمات الإيتار الرنانة التي تظهر في أغاني ذا بيردز». جميع الفرق التي تؤدي هذا النمط عمليًا هي فرق روك تتألف من موسيقيين ذكور بيض البشرة انخرطوا في الأشكال الغنائية والتوزيعات الصوتية والتسلسلات التآلفية والأنماط الإيقاعية وصيغ التلحين -أو الجو الموسيقي العام- المرتبطة بالفِرق التي عملت خلال فترة الغزو الثقافي البريطاني الذي ساد في منتصف ستينيات القرن العشرين.
من السمات الجوهرية لموسيقا الباور بوب استناد توزيعاتها الموسيقية ذات الوقع «السعيد» إلى حس من «التوق» أو «اللهفة» أو «اليأس» مشابه لما يتجلى في أعمالٍ مؤسِسة مهدت الطريق لهذا النمط مثل «وودنت ات بي نايس» (ذا بيتش بويز، 1966) و«بيكتشرز أوف ليلي» (ذا هو، 1967). ويمكن تحقيق هذه السمة من خلال اللجوء إلى تغير تناغمي غير متوقع أو كلمات تشير إلى ما يشبه «الليلة» أو «ليلة الغد» أو «ليلة السبت» وما إلى هنالك. وتميز الباور بوب أيضًا بافتقاره إلى السخرية وتوقيره لمزايا البوب الكلاسيكية، وجادل الصحفي الموسيقي بول ليستر بأن لجوء هذا النمط إلى إعادة تشكيل مجازات الستينيات قد يجعل منه واحدًا من أول أنماط ما بعد الحداثة الموسيقية.

### النجاح والاعتراف الجماهيري
صاغ بيت تاونشيند، عضو فرقة ذا هو، مصطلح «الباور بوب» خلال مقابلة أجراها في مايو 1967 بهدف ترويج أحدث أغاني الفرقة الفردية آنذاك «بيكتشرز أوف ليلي»، إذ قال: «الباور بوب هو الموسيقا التي نعزفها، والتي اعتادت فرقة سمول فيسز أن تعزفها، وهو نوع البوب الذي عزفته فرقة ذا بيتش بويز في أيام أغنية «فن، فن، فن» التي كانت مفضلة لدي». وعلى الرغم من الفرق الموسيقية الأخرى التي دخلت في زخم حركة الباور بوب منذ ذلك الحين، لم ينتشر استخدام المصطلح شعبيًا قبل نهوض موسيقا الموجة الجديدة (النيو ويف) في أواخر سبعينيات القرن العشرين. وكان غريغ شو –محرر مجلة بومب!- أبرز النقاد الموسيقيين الكثر الذين كتبوا عن الباور بوب (الذي كان اسمه يُكتب آنذاك «powerpop»)، وقد عكس هذا تطورات مشابهة شهدها مصطلح «البانك روك» في وقت مبكر من العقد الزمني نفسه. وعلى ضوء ما سبق، كتب ثيو كاتيفوريس –صاحب كتاب ألسنا من الموجة جديدة؟ (بالإنجليزية: Are We Not New Wave?، 2011)- يقول إن «الاعتراف الجماهيري وتشكّل» الباور بوب باعتباره نمطًا موسيقيًا «لم يأتِ على نحو عضوي متناسق بأي شكل من الأشكال».
ثمة جدل كبير بين المعجبين حول ما ينبغي تصنيفه ضمن نمط الباور بوب. ويعود الفضل في وضع إطار منتظم للنمط إلى شو في عام 1978، إذ وصفه بأنه أسلوب هجين من البوب والبانك، وكتب فيما بعد يقول: «مما يسبب لي الكثير من الكدر أن المصطلح قد تم تلقفه من قِبل فيالق من الفرق الرديئة التي تنتمي إلى الدرجة الثانية على أمل أن ينظر إليهم ذوو الشأن باعتبارهم بديلًا آمنًا للبانك». وصرح الصحفي الموسيقي جون م. بوراك أيضًا في كتابه الصادر عام 2007 بعنوان تحفيز شيء من الحركة – الدليل الكامل للباور بوب (بالإنجليزية: Shake Some Action – The Ultimate Guide to Power Pop) قائلًا إن هذه التسمية تطلَق غالبًا على فرق وفنانين متنوعين بـ «لامبالاة هانئة»، مشيرًا إلى استخدامها المرتبط ببريتني سبيرز وغرين داي وباي سيتي رولرز وديف ليبارد.
وقد تلقى الباور بوب استقبالًا نقديًا عسيرًا، إذ يُنظر إليه أحيانًا بوصفه أسلوبًا موسيقيًا ضحلًا يرتبط بجماهير من المراهقين، وتفاقمت وجهة النظر هذه بسبب شركات التسجيلات في بداية الثمانينيات التي استخدمت المصطلح لتسويق أساليب ما بعد البانك (بوست بانك) الموسيقية. وأوجز الناقد الموسيقي كين شارب وصف الباور بوب بأنه «رودني دانجيرفيلد الروك آند رول... والتحديث المباشر لأكثر الفنانين توقيرًا –ذا هو وذا بيتش بويز والبيتلز- غير أنه لا يحظى بأي احترام». وفي عام 1996، علق المغني ومؤلف الأغاني تومي كين قائلًا إن كل ما يرتبط بهذا المصطلح منذ الثمانينيات يجدر أن «يقارَن بكثير من الفرق التي لم تحقق تسجيلاتها مبيعًا، فهو أشبه بمرض. متى ما صُنِّفتَ تحت هذا النمط، يكون أمرك قد انتهى». وقال الموسيقي ستيف ألبيني: «لا أستطيع أن أحمل نفسي على استخدام مصطلح «الباور بوب»، فالمصطلحات الجذابة ذات الوصف الزائف التي تعلق في الذهن تناسب الهواة والصحفيين. يجوز القول -كما أعتقد- أنني أرى هذه الموسيقا مخصصة للمخنثين ويجب إيقافها». وقد اتفق كين سترينجفيلو، عضو فرقة ذا بوزيز، مع هذا التوجه، إذ قال: «ثمة منحى جمالي في الباور بوب يقوم على تعمد الخفة، وأنا أردت شيئًا ينطوي على وقار أكبر».